# Ludwig von Hörmann von Hörbach

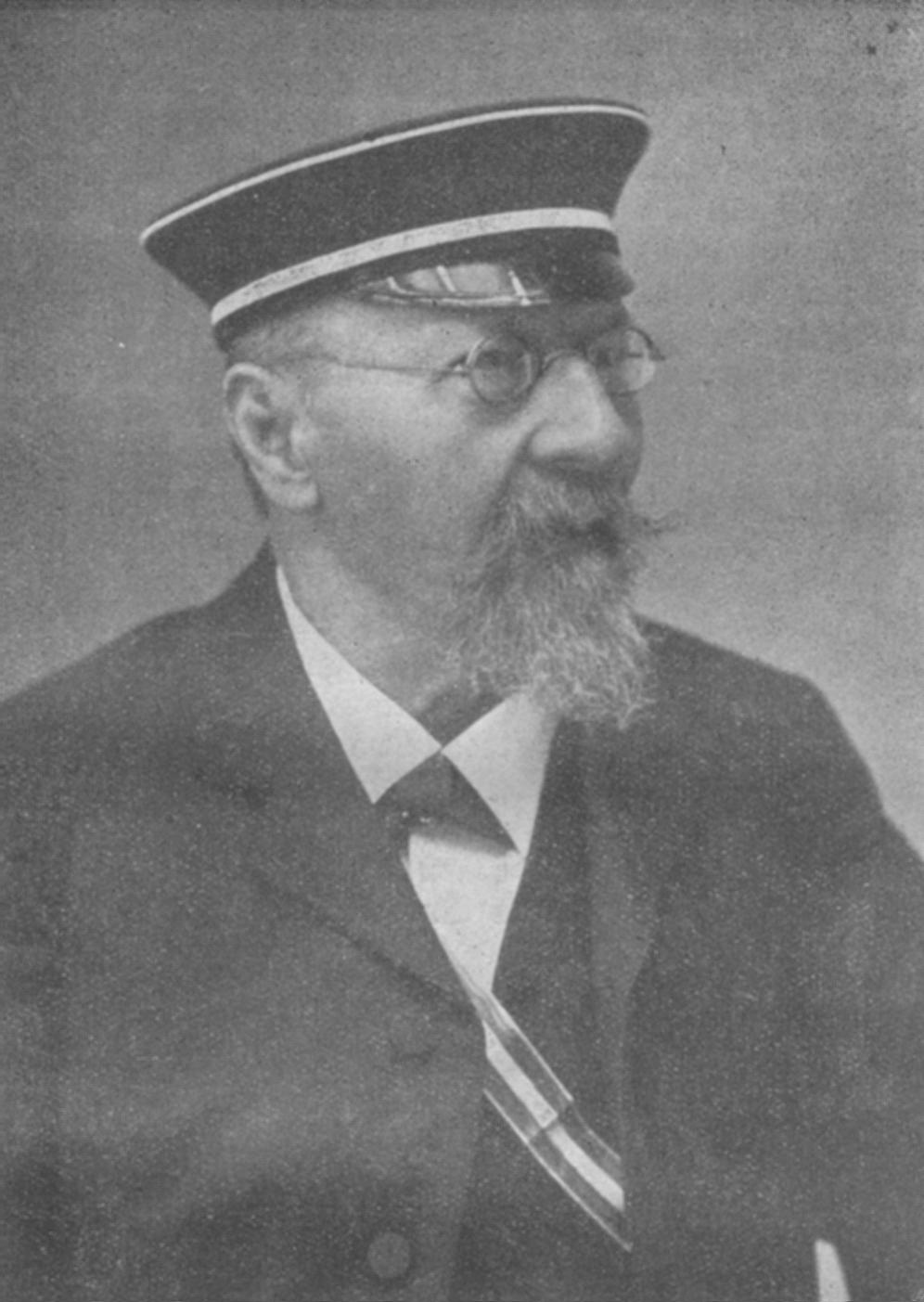
Ludwig von Hörmann von Hörbach

Ludwig von Hörmann von Hörbach (* 12. Oktober 1837 in Feldkirch; † 14. Februar 1924 in Innsbruck) war ein österreichischer Schriftsteller und Bibliothekar.

## Leben
Ludwig von Hörmann von Hörbach studierte an der Universität Innsbruck klassische Philologie. 1860 wurde er Mitglied des Corps Rhaetia und des Akademischen Gesangsvereins. Hörmann schloss das Studium mit der Promotion zum Dr. phil. ab. 1865 heiratete er Angelika Geiger (eigentlich Emilie), die ebenfalls schriftstellerisch tätig war. Die erste berufliche Anstellung fand Hörmann als Lehrer am k.k. Staatsgymnasium Innsbruck. Nach fünf Jahren als Bibliothekar in Klagenfurt und Graz wurde er 1877 Kustos an der Universitätsbibliothek Innsbruck. Von 1882 bis 1902 war er ihr Direktor. Als Schriftsteller, Volkskundler und Historiker widmete er sich dem Brauchtum, der Geschichte und den Landschaften der Alpenländer. Schwerpunkte waren Tirol und Vorarlberg.
Von Hörmann war ein aktives Mitglied in der Sektion Kempten des Deutschen und Österreichischen Alpenvereins. Am 8. September 1879 bestieg er zusammen mit zwei Lauterbrunner Bergführern die Jungfrau.

## Werke
- mit Angelika von Hörmann, Hans von Vintler, J. E. Waldfreund (d. i. Johann Peter Moser): Frühblumen aus Tirol. Gedichte. 1863.
- Untersuchungen ueber die homerische Frage. 1867. archive.org
- Tiroler Volkstypen. Beiträge zur Geschichte der Sitten und Kleinindustrie in den Alpen. 1877 in: austrian literature online – alo
- Wanderungen durch Tirol und Vorarlberg. 1889.
- Haussprüche aus den Alpen. 1890.
- Grabschriften und Marterlen.
  - Folge 1/3, 1890 in: austrian literature online – alo
  - Folge 2/3, 1891 in: austrian literature online – alo
  - Folge 3/3, 1896 in: austrian literature online – alo
- Volksthümliche Sprichwörter und Redensarten aus den Alpenlanden. 1891 in: austrian literature online – alo
- Wanderungen in Vorarlberg. (…) Mit einem Kärtchen. 1895. archive.org
- Wanderungen in Tirol. 1897.
- Vorarlberger Volkstrachten. 1904.
- Tiroler Volksleben. 1909.